# Pławna (gromada)
Pławna – dawna gromada, czyli najmniejsza jednostka podziału terytorialnego Polskiej Rzeczypospolitej Ludowej w latach 1954–1972.
Gromady, z gromadzkimi radami narodowymi (GRN) jako organami władzy najniższego stopnia na wsi, funkcjonowały od reformy reorganizującej administrację wiejską przeprowadzonej jesienią 1954 do momentu ich zniesienia z dniem 1 stycznia 1973, tym samym wypierając organizację gminną w latach 1954–1972.
Gromadę Pławna z siedzibą GRN w Pławnej (obecnie są to dwie wsie: Pławna Dolna i Pławna Górna) utworzono – jako jedną z 8759 gromad na obszarze Polski – w powiecie lwóweckim w woj. wrocławskim, na mocy uchwały nr 21/54 WRN we Wrocławiu z dnia 2 października 1954. W skład jednostki weszły obszary dotychczasowych gromad Pławna i Mojesz ze zniesionej gminy Pławna oraz Golejów ze zniesionej gminy Łupki w tymże powiecie. Dla gromady ustalono 19 członków gromadzkiej rady narodowej.
1 stycznia 1960 z gromady Pławna wyłączono wieś Mojesz, włączając ją do gromady Płakowice w tymże powiecie; do gromady Pławna włączono natomiast wieś Marczów ze zniesionej gromady Łupki tamże.
Gromada przetrwała do końca 1972 roku, czyli do kolejnej reformy gminnej.